# ۷۴۴ (قمری)
۷۴۴ (قمری)، هفتصد و چهل و چهارمین سال در گاهشماری هجری قمری است. اول محرم این سال برابر با سوم ژوئن سال ۱۳۴۳ میلادی است.